# Rhododendron tebotan
Rhododendron tebotan är en ljungväxtart som beskrevs av Shunzô Komatsu. Rhododendron tebotan ingår i släktet rododendron, och familjen ljungväxter. Inga underarter finns listade i Catalogue of Life.